# John Raymond McGann
John Raymond McGann (* 2. Dezember 1924 in Brooklyn, New York, Vereinigte Staaten; † 29. Januar 2002 in Rockville Centre, New York, Vereinigte Staaten) war ein US-amerikanischer Geistlicher.

## Leben
John McGann wurde am 2. Dezember 1924 in Brooklyn, New York, als Sohn von Thomas und Mary (geb. Ryan) McGann geboren. Seine Zwillingsschwester, die den Namen Sr. John Raymond McGann annahm, trat den Sisters of Saint Joseph in Brentwood, Long Island, bei und wurde 1978 Generaloberin der Kongregation. Ein zweites Schwester, Sr. Thomas Joseph, trat ebenfalls den Sisters of Saint Joseph bei.
Seine frühe Ausbildung erhielt er an der Pfarrschule der Kirche Our Lady of Good Counsel, die er 1938 abschloss. Danach begann er sein Priesterstudium am Cathedral College in Brooklyn und besuchte danach von 1944 bis 1950 das Immaculate Conception Seminary in Huntington, New York.

### Priester
Am 3. Juni 1950 wurde McGann von Bischof Thomas E. Molloy zum Priester der Diözese Brooklyn geweiht. Seine erste Aufgabe war die eines Vikars in der St. Anne’s Parish in Brentwood, New York, wo er sieben Jahre lang diente. Er diente auch als Hilfskaplan am Pilgrim State Hospital und als Professor an der St. Joseph’s Academy, beide in Brentwood (1950–1954). 
1957 wurde McGann zum stellvertretenden Privatsekretär von Bischof Walter P. Kellenberg und zum Kanzler der neu errichteten Diözese Rockville Centre ernannt. 1959 wurde er Privatsekretär von Bischof Kellenberg und im selben Jahr von Papst Johannes XXIII. zum päpstlichen Kämmerer ernannt. Zusätzlich zu seiner pastoralen Arbeit an der St. Agnes-Kathedrale wurde er 1967 zum Vizekanzler der Diözese ernannt und diente als Sekretär des Diözesanrats der Konsultoren. 

### Bischof
Papst Paul VI. ernannte McGann am 12. November 1970 zum Weihbischof in Rockville Centre und zum Titularbischof von Morosbisdus ernannt. Die Bischofsweihe empfing er am 7. Januar 1971 von Bischof Kellenberg. Mitkonsekratoren waren Vincent Baldwin, Weihbischof in Rockville Centre, und Charles Mulrooney, Weihbischof in Brooklyn. Am 3. Mai 1976 ernannte der Papst zum Bischof von Rockville Centre. 1984 wurde er zum Schatzmeister der National Conference of Catholic Bishops gewählt. 
Papst Johannes Paul II. nahm McGanns Rücktritt als Bischof der Diözese Rockville Centre am 4. Januar 2000 an. Sein Nachfolger wurde Bischof James T. McHugh, der seit 1999 sein Koadjutorbischof gewesen war. John McGann starb am 31. Januar 2002 im Alter von 77 Jahren im Mercy Medical Center in Rockville Centre.
Das Radiology & Imaging Center im Mercy Medical Center ist nach Bishop McGann benannt, ebenso wie die Bishop McGann-Mercy High School. Bishop John R. McGann Village ist eine Seniorenresidenz in Bay Shore im Bundesstaat New York.
Zwei namentlich nicht genannte Frauen gaben 2019 über einen Anwalt an, dass McGann und andere Geistliche und Mitarbeiter der Diözese sie in den 1960er und 1970er Jahren als Kinder sexuell missbraucht hätten.